# Guy Musser
Guy Graham Musser (* 10. August 1936 in Salt Lake City, Utah; † 20. Oktober 2019 in Windermere, Orange County, Florida) war ein US-amerikanischer Zoologe. Er entdeckte und beschrieb zahlreiche neue Taxa der Altweltmäuse (Murinae).

## Leben und Wirken

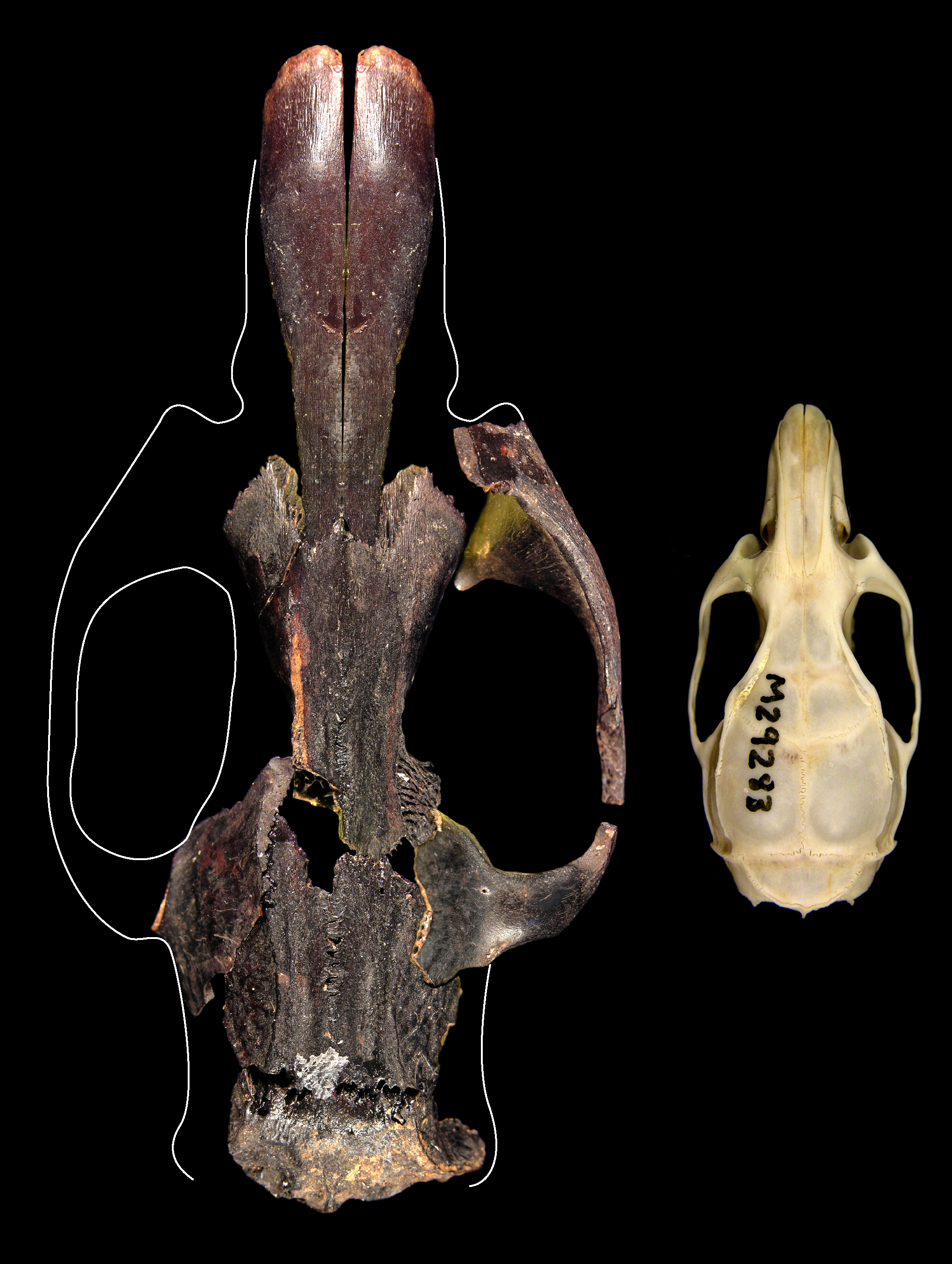
Fast kompletter Schädel von Coryphomys musseri (links) im Größenvergleich zum Schädel einer Hausratte

Musser war der Sohn von Guy Hill Musser und Margaret Mae Graham. Er besuchte Grundschulen und weiterführende Schulen bis 1955. 1967 promovierte er mit einer Dissertation über die Systematik des Rotbauchhörnchens (Sciurus aureogaster) zum Ph.D. 1966 wurde er Mitarbeiter beim American Museum of Natural History, wo er die Kuratorenstelle der Säugetierabteilung übernahm. Seit seinem Ruhestand im Jahre 2002 war er Curator emeritus. In den 1960er und 1970er Jahren verfasste er zahlreiche wissenschaftliche Artikel über Hörnchen, Neuweltmäuse und Altweltmäuse. In den 1970er-Jahren leitete er eine dreijährige Expedition nach Sulawesi, wo er mehrere neue Mäuse- und Rattenarten entdeckte.
Zu Beginn der 1980er-Jahre veröffentlichte Musser einige seiner wichtigsten Werke, darunter Notes on systematics of Indo-Malayan murid rodents, and descriptions of new genera and species from Ceylon, Sulawesi, and the Philippines (1981), The giant rat of Flores and its relatives east of Borneo and Bali (1981), Crunomys and the small-bodied shrew rats native to the Philippine Islands and Sulawesi (Celebes) (1982) und Malaysian murids and the giant rat of Sumatra (1983, zusammen mit Cameron Newcomb). Diese Arbeiten führten zu einer Revision innerhalb der Systematik der asiatischen Altweltmäuse und zur Aufspaltung der Gattung Rattus in mehrere neue Gattungen. Später verfasste er zahlreiche Artikel über verschiedene Altweltmäuse Asiens und Australasiens sowie 1998 eine Revision innerhalb der Unterfamilie Sigmodontinae, einer Gruppe von südamerikanischen Nagetieren aus der Familie der Wühler.
Musser gehörte zu den Autoren des Nachschlagewerks Mammal Species of the World (1993 und 2005), wo er zusammen mit Michael D. Carlton das Kapitel über die Ordnung der Nagetiere verfasste. Daneben schrieb er häufig Beiträge für das Bulletin of the American Museum of Natural History. Musser heiratete 1991 Mary Ellen Holden, eine Zoologin und Direktorin der oberen Primarstufe (Upper Elementary) einer christlichen Schule in Charleston, South Carolina. Aus dieser Ehe gingen drei Kinder hervor, darunter die Tochter Grace Musser.

## Ehrungen und Dedikationsnamen
Guy Musser wurde 1992 mit dem Clinton Hart Merriam Award der American Society of Mammalogists ausgezeichnet. Nach ihm ist die ausgestorbene Musser-Timor-Ratte (Coryphomys musseri), die Wühlerart Pattonimus musseri sowie Archboldomys musseri, Crocidura musseri, Microhydromys musseri, Neacomys musseri und Volemys musseri benannt.

## Werke (Auswahl)
- 1968: A systematic study of the Mexican and Guatemalan gray squirrel: Sciurus aureogaster F. Cuvier (Rodentia: Sciuridae)
- 1981: The giant rat of Flores and its relatives east of Borneo and Bali*1982: Crunomys and the small-bodied shrew rats native to the Philippine Islands
- 1983: Malaysian murids and the giant rat of Sumatra
- 1992: Philippine rodents: definitions of Tarsomys and Limnomys plus a preliminary assessment of phylogenetic patterns among native Philippine murines (Murinae, Muridae)
- 1993/2005: Order Rodentia In: Don E. Wilson & DeAnn M. Reeder (Hrsg.): Mammal Species of the World (mit Michael D. Carlton)
- 1998: Systematic studies of oryzomyine rodents (Muridae, Sigmodontinae): diagnoses and distributions of species formerly assigned to Oryzomys "capito"